# Bellefonte (Pensilvania)

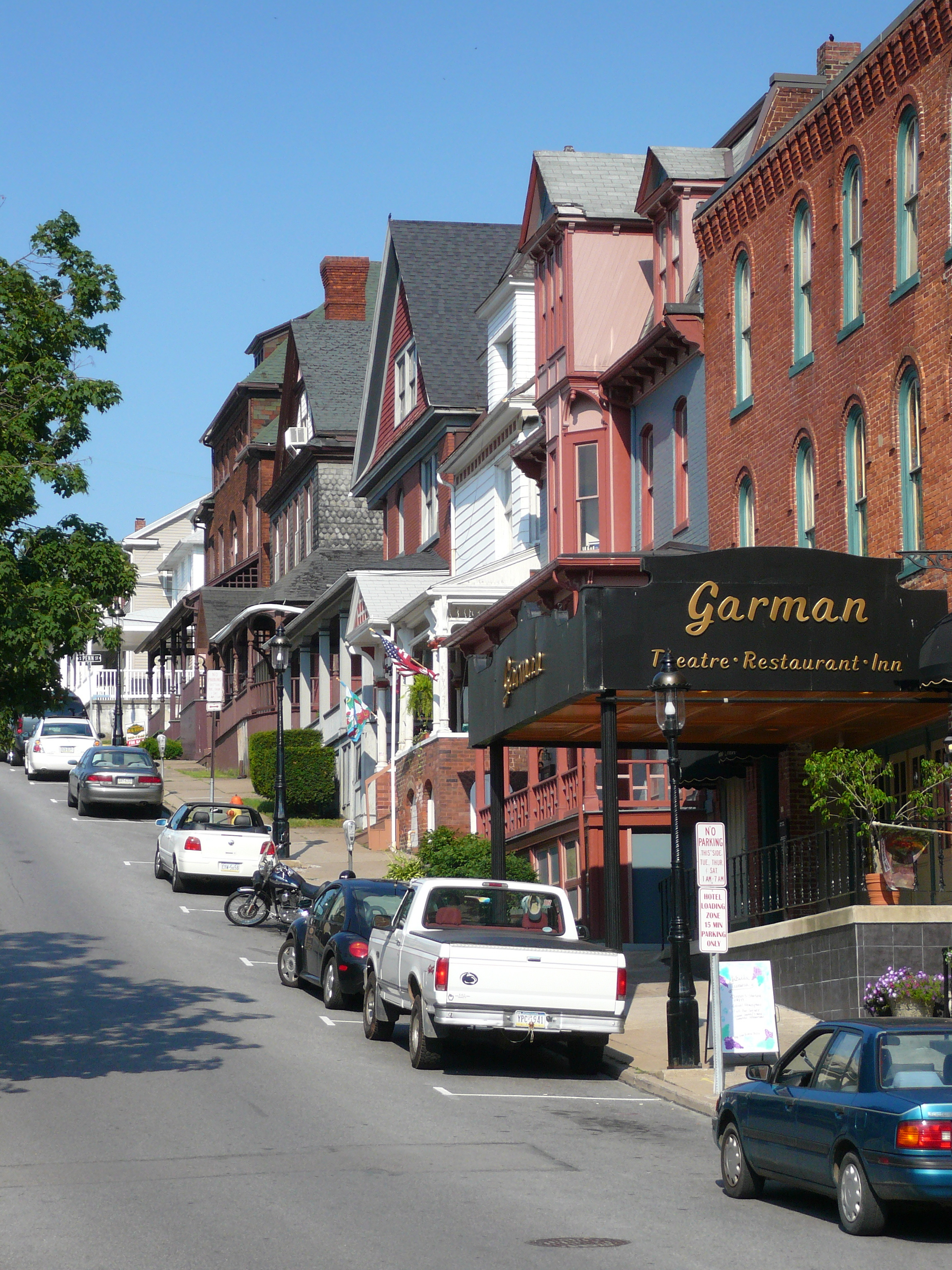
Centro de Bellefonte

Bellefonte es un borough ubicado en el condado de Centre en el estado estadounidense de Pensilvania. En el año 2000 tenía una población de 6,395 habitantes y una densidad poblacional de 1,356.7 personas por km².

## Geografía
Bellefonte se encuentra ubicado en las coordenadas 40°54′53″N 77°46′29″O / 40.91472, -77.77472.

## Demografía
Según la Oficina del Censo en 2000 los ingresos medios por hogar en la localidad eran de $33,216 y los ingresos medios por familia eran $42,378. Los hombres tenían unos ingresos medios de $31,221 frente a los $23,442 para las mujeres. La renta per cápita para la localidad era de $18,659. Alrededor del 13.5 % de la población estaba por debajo del umbral de pobreza.